# Бёрдж, Дора Мэдисон
Дора Мэдисон Бёрдж (англ. Dora Madison Burge; род. 17 октября 1990) — американская актриса. Получила известность по роли Бекки Спролс в сериале NBC/DirecTV «Огни ночной пятницы», в котором снималась в 2009—2011 годах. После этого у неё были второстепенные роли в «Игре в ложь», «Декстере» и «Несчастных». Также она появлялась в нескольких малых фильмах, включая центральную роль в низкобюджетном хорроре «Существует» (2014).
В 2015 году Мэдисон получила второстепенную роль парамедика Джессики Чилтон в третьем сезоне сериала NBC «Пожарные Чикаго». В четвёртом она была повышена до регулярного состава. Эту роль она также повторила в спин-оффе сериала — «Клиника Чикаго». Примечательно, что в 2014 году Мэдисон появилась в другом спин-оффе «Пожарные Чикаго» — «Полиция Чикаго», но с другой ролью.

## Избранная фильмография
| Год  |   | Русское название | Оригинальное название | Роль         |
| ---- | - | ---------------- | --------------------- | ------------ |
| 2013 | с | Декстер          | Dexter                | Ники Уолтерс |